# Family Outing 2
Family Outing 2 (hangul: 패밀리가 떴다 2; hanja: Paemilli-ga Tteotda 2; lit. A família Está Aqui 2; também conhecido como Family Outing Season 2) foi um programa de variedades sul-coreano, exibido como parte da programação do Good Sunday da emissora SBS, junto com Gold Miss is Coming (골드 미스 가 간다) (2008-2010). Foi ao ar pela primeira vez em 21 de fevereiro de 2010, após o final da primeira temporada. 
Em seus primeiros episódios, um "Líder da Família" é escolhido e atua como o principal apresentador, o que mais tarde foi eliminado. A "Família" viaja para partes rurais da Coreia do Sul e ajuda no povoado em que está hospedado. Esta temporada apresentou um formato semelhante a seu antecessor, mas se difere dele por conter mais foco na realidade e no aspecto familiar, e menos em tarefas e jogos. O programa encerrou em 11 de julho de 2010, devido a baixa audiência e foi substituído por Running Man.

## Formato
O programa foi filmado em gravações de dois dias e uma noite, sendo transmitido por episódios duplos, que variavam e nem sempre seguiam o mesmo formato.
O "Líder da Família", que toma todas as decisões por todos é escolhido através de votação. A família então segue para o seu destino. O líder também começa a tomar todas as decisões que decidem o destino da família, que chega ao destino e inicia suas tarefas. Um desafio é apresentado ao líder e o grupo participa de atividades e jogos ao ar livre ao longo do dia. Não há anfitrião principal oficial, mas Kim Won-hee atua como moderadora dos jogos. Para o jantar, o líder precisará enfrentar um desafio e, se tiver êxito, terá o melhor jantar disponível. Se falhar, a família fará o jantar. Na manhã seguinte ocorre a "Missão de Acordar", onde tarefas mais fáceis são dadas para aqueles que levantam mais cedo e as tarefas mais difíceis para aqueles que se levantam por último. A Família é acordada com música alta e luzes piscando. A música continua tocando enquanto participam de um exercício matinal, seguido pela "Missão de Acordar". A missão envolve encontrar comida para o café da manhã e depois prepará-la. Após a refeição, a família completa um favor solicitado pelo chefe do povoado e o episódio se encerra.

## Elenco
O elenco de Family Outing 2 foi formado por Kim Won-hee, Yoon Sang-hyun, Shin Bong-sun, Ji Sang-ryeol, Yoona, Jo Kwon, Taecyeon e Kim Heechul. Jang Dong-min foi adicionado juntamente com Kim Heechul durante uma gravação em 18 de maio de 2010. Heechul foi o oitavo membro da família, enquanto Dong-min era considerado um convidado fixo.
| Nome           | Tempo no programa                                  | Papel |
| -------------- | -------------------------------------------------- | --- |
| Kim Won-hee    | Episódios 1–17 (fevereiro de 2010 - julho de 2010) | Mostrada como "geralmente fraca" (em uma brincadeira com nome), Won-hee atua como a anfitriã principal e moderadora do programa. |
| Yoon Sang-hyun | Episódios 1–17 (fevereiro de 2010 - julho de 2010) | Como este programa é seu primeiro programa de variedades, Sang-hyun é conhecido como o "novato do entretenimento", enquanto ainda se familiariza com o humor e geralmente é o escolhido. É apelidado de "Toto" por Sang-ryul devido ao seu constante choramingar. |
| Ji Sang-ryeol  | Episódios 1–17 (fevereiro de 2010 - julho de 2010) | O membro mais velho do programa, Ji Sang-ryul, geralmente fica ao lado de Won-hee e Bong-sun. |
| Shin Bong-sun  | Episódios 1–17 (fevereiro de 2010 - julho de 2010) | Também atuando como uma anfitriã principal do programa, após Won-hee, ela gosta de controlar Sang-ryul e Sang-hyun. |
| Yoona          | Episódios 1–17 (fevereiro de 2010 - julho de 2010) | A membro mais jovem da família, Yoona, parece ter força e beleza superiores. |
| Taecyeon       | Episódios 1–17 (fevereiro de 2010 - julho de 2010) | Normalmente visto como um "ídolo bestial", Taecyeon é exatamente o "bestial" na família. |
| Jo Kwon        | Episódios 1–17 (fevereiro de 2010 - julho de 2010) | Conhecido por ser extravagante e emocional, Jo Kwon afirma ser um veterano de entretenimento. |
| Kim Heechul    | Episódios 12–17 (maio de 2010 - julho de 2010)     | Inserido como o oitavo membro da família, Heechul gosta de atuar como o apresentador do programa. |
| Jang Dong-min  | Episódios 12–17 (maio de 2010 - julho de 2010)     | Um convidado fixo de Family Outing, Dong-min usa piadas furiosas com os outros membros da família. |

## Recepção

### Avaliação da crítica e do público
Family Outing 2 recebeu avaliações negativas dos críticos e dos telespectadores que criticaram desde as mudanças feitas no formato do programa, a escolha do elenco e até o fato do programa ter se tornado orientado aos ídolos, com a maior parte do seu tempo de exibição voltado aos membros de grupos de ídolos. Os telespectadores também consideraram a segunda temporada de aspecto chato e reclamaram que as histórias de amor envolvendo Yoona e Taecyeon, eram fortemente roteirizadas e não se encaixavam no conceito de família do programa. Houve ainda muita comparação entre as duas temporadas do programa, com o público apontando que a primeira havia sido mais divertida e natural.

### Audiência
Embora a segunda temporada contenha muitas celebridades populares e membros de grupos de ídolos, as classificações do programa continuaram a cair. Comparada à primeira temporada, Family Outing 2 foi vista como um fracasso. Circularam rumores sobre o cancelamento do programa desde o terceiro episódio, algo que seus produtores negaram veementemente, entretanto, seu destino acabou sendo determinado e seu encerramento ocorreu após cinco meses no ar devido a baixa audiência.
A tabela abaixo indica as classificações de Family Outing 2 na televisão sul-coreana, onde os números azuis representam as audiências mais baixas e os números vermelhos representam as audiências mais elevadas.
| Episódio | Data de transmissão     | Audiência de Good Sunday Parte 1 (Family Outing Season 2)        | Audiência de Good Sunday Parte 1 (Family Outing Season 2)        |
| Episódio | Data de transmissão     | TNmS                                                             | AGB Nielsen                                                      |
| -------- | ----------------------- | ---------------------------------------------------------------- | ---------------------------------------------------------------- |
| 1        | 21 de fevereiro de 2010 | 17.8%                                                            | 16.5%                                                            |
| 2        | 28 de fevereiro de 2010 | 12.4%                                                            | 10.9%                                                            |
| 3        | 7 de março de 2010      | 11.8%                                                            | 10.1%                                                            |
| 4        | 14 de março de 2010     | 9.1%                                                             | 8.6%                                                             |
| 5        | 21 de março de 2010     | 6.1%                                                             | 7.6%                                                             |
| 6        | 28 de março de 2010     | 6.2%                                                             | 7.5%                                                             |
| 7        | 11 de abril de 2010     | 5.6%                                                             | 5.6%                                                             |
| 8        | 2 de maio de 2010       | 7.2%                                                             | 7.3%                                                             |
| 9        | 9 de maio de 2010       | 6.8%                                                             | 6.5%                                                             |
| Episódio | Data de transmissão     | Audiência de Good Sunday (Family Outing 2 & Gold Miss is Coming) | Audiência de Good Sunday (Family Outing 2 & Gold Miss is Coming) |
| Episódio | Data de transmissão     | TNmS                                                             | AGB Nielsen                                                      |
| 10       | 16 de maio de 2010      | 10.6%                                                            | 10.3%                                                            |
| 11       | 23 de maio de 2010      | 12.2%                                                            | 12.5%                                                            |
| 12       | 30 de maio de 2010      | 6.8%                                                             | 6.3%                                                             |
| 13       | 6 de junho de 2010      | 8.2%                                                             | 8.9%                                                             |
| 14       | 13 de junho de 2010     | 6.3%                                                             | 5.7%                                                             |
| 15       | 27 de junho de 2010     | 10.4%                                                            | 8.3%                                                             |
| 16       | 4 de julho de 2010      | 10.7%                                                            | 8.7%                                                             |
| Episódio | Data de transmissão     | Audiência de Good Sunday Parte 2 (Family Outing Season 2)        | Audiência de Good Sunday Parte 2 (Family Outing Season 2)        |
| Episódio | Data de transmissão     | TNmS                                                             | AGB Nielsen                                                      |
| 17       | 11 de julho de 2010     | 8.1%                                                             | 6.7%                                                             |